# Тускоги
Тускоги (на английски: Tuskogee, Tuskegee) е северноамериканско индианско племе, което първоначално живее в Алабама, САЩ. Въпреки че племето е член на крикската конфедерация, техният оригинален език не е крикски, а най-вероятно език коасати. Все още учените спорят по този въпрос, както и по въпроса за техния произход и местообитание.

## История
През 1540 г., два дни преди да влезе в Куса, експедицията на Ернандо де Сото преминава през един крикски град наречен „Таскуа“, който може би е населяван от тускоги. През 1567 г. в същия район се споменават имената на два града, „Таскуа“ и „Таскуакуа“.
В края на 17 век племето изглежда е разделено на две групи. Едната група живее на един остров в река Тенеси и впоследствие се присъединява към племето чероки. Втората група се премества при сливането на реките Куса и Талапуса, където преди това е градът Таскуа.
В ранни карти от началото и средата на 18 век обаче град с името Тускоги се появява на река Чатахучи сред долните крики. Това навежда на извода, че има две съвсем отделни групи тускоги. Едните при сливането на реките Куса и Талапуса, а другите на река Чатахучи.
След отстраняването на криките в Оклахома, тускогите основават града си в югоизточната част на крикската територия. Днес техните потомци са част от Нацията мускоги на Оклахома.
1. 1 2  Swanton, John. „Early History of the Creek Indians and Their Neighbors“.   US Government Printing Office, 1922. с. 524.